# Museo de Cerdanyola
El Museo de Cerdanyola, en la comarca del Vallés Occidental, Cataluña, parte de la idea de que el museo es el propio territorio, y lo conforman un conjunto de espacios dispersos en la población. El objetivo del museo es ofrecer una aproximación didáctica a la evolución de la población de esta zona del Vallés Occidental, siguiendo el hilo de su historia desde la prehistoria hasta la actualidad. El Museo forma parte de la Red de Museos Locales de la Diputación de Barcelona.
Tiene la sede central en la casa Ortadó-Maymó, también conocida como Ca n'Ortadó, una torre de veraneo de estilo novecentista donada al Ayuntamiento por su propietaria, Maria Assumpció Maymó; los otros espacios que conforman el Museo son la casa consistorial, la antigua masía de Ca n'Altamira, la iglesia de San Acisclo y Santa Victoria de les Feixes y la iglesia parroquial de San Martín. Actualmente, la sede de Ca n'Ortadó se encuentra cerrada al público, inmersa en un profundo proceso de remodelación debido a la inauguración del Museo de Arte de Cerdanyola. Can Domènech en 2009 y del Museo del Poblado ibérico de Ca n'Oliver en 2010.